# Aeropyrum pernix
Az Aeropyrum pernix egy extremofil Archaea faj a Aeropyrum nemben. Az archeák – ősbaktériumok – egysejtű, sejtmag nélküli prokarióta szervezetek. Obligát termofil szervezet. Az első mintákat üledékből izolálták Japán tengerpartjánál.

## Felfedezése
Az első felfedezett obligát aerob hipertermofil archaea. 1996-ban izolálták egy fumarolából a Kodakara-Jima-szigetnél, Kjúsún, Japánban.

## Genom szerkezete
A teljes genomját 1999-ben szekvenálták és 1669 kilobázis méretű, 2694 detektált lehetséges génnel. Megtalálták az összes a citromsavciklushoz szükséges gént, kivéve a α-ketoglutarát-dehidrogenázt. A 2-oxo-acid: ferredoxin oxidoreduktáz két alegységét kódoló géneket azonosították.

## Tulajdonságai
A sejtjei gömbölyűek, körülbelül 1 µm átmérőjűek. 70 és 100 °C között tenyészik (optimális érték 90-95 °C), továbbá 5 és 9 pH között (optimális érték 7 pH) és 1,8 és 7% közötti sótartalomnál (optimális érték 3,5% sótartalom). Nem detektálták a növekedését 68 vagy 102 °C-nál. Érzékeny a kloramfenikolra, de nem érzékeny a következő anyagokra: ampicillin, vankomicin és cikloszerin. Jól növekszik fehérjejellegű anyagokon, ezen körülmények között a megkettőződési ideje körülbelül 200 perc.